# Tarida
Tarida (dall'arabo ṭarīda) è una nave utilizzata nel Mediterraneo nel medioevo.

## Struttura e dimensioni
Sono notevolmente divergenti le opinioni circa la forma e le dimensioni di questa imbarcazione. È plausibile che, per poter essere adibita al trasporto di truppe, cibo e merci, la tarida fosse molto grande (100 piedi), anche se non grande quanto le galee.
L'imbarcazione è attestata neumerose volte nel cartulario notarile di Giraud Amalric, scritto a Marsiglia nel 1248
In un'ordinanza di Pietro IV d'Aragona, ad esempio, nello stabilire la tassa di ormeggio nel porto di Alghero, si parla di far pagare a ciascuna terida che stazza 2000 quintali 2 lire sarde
((CA)  «Item pach cascuna nau o terìda qui port 2000 quintals, de ancoratge 2 livres»)
In corrispondenza del suo baglio massimo aveva due pennoni con vele di gabbia, e due timoni a poppa, uno su ogni lato.
Inizialmente era, a volte, un'imbarcazione a remi, chiamata anche galea-tarida.